# Patrīcija Eiduka
Patricija Eiduka, född 1 februari 2000 i Riga, är en lettisk längdskidåkare som tävlar för klubben Aizkraukle. Hon tävlade i Olympiska vinterspelen 2018 i Sydkorea och gjorde sitt första världsmästerskap 2017 i Lahtis. Eiduka slog igenom i världscupen när hon tog en åttonde plats från 10 km fri stil i Davos 2020. 
I de lettiska nationella mästerskapen tog hon under åren 2016-2020 21 medaljer, varav 14 guld.